# Angra Pequeña

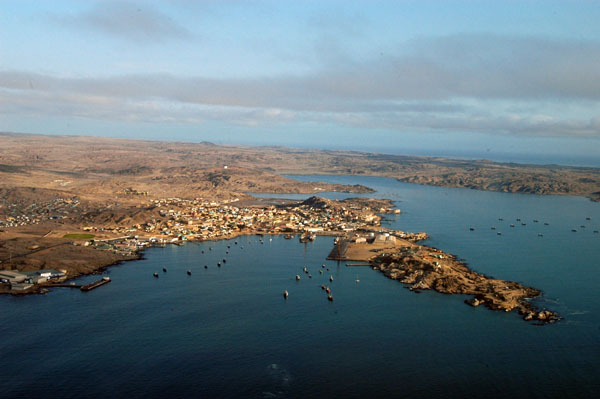
La ensenada que da nombre a Angra Pequena.

Angra Pequena ("ensenada pequeña" en portugués) fue un área costera reducida en África del Sudoeste. Descubierta en 1487 por el explorador portugués Bartolomeu Dias, fue convertida en un puesto de negocios por el comerciante alemán Adolf Lüderitz en 1883 quién la renombró como Lüderitz. Ante la convicción de que Gran Bretaña estaba por reclamar la zona como un protectorado, el Canciller Otto von Bismarck, con la recomendación de Lüderitz, proclamó un Protectorado Alemán sobre el puesto y el área circundante el 7 de agosto de 1884. La localidad entonces se transformó en la base para la conquista alemana de los que sería el África del Sudoeste Alemana, hoy conocida como Namibia.
- Datos: Q1880264
- Multimedia: Lüderitz Bay / Q1880264